# Aagot
Aagot fue un velero de tres mástiles de aparejo cuadrado construido por Dobie & Company, Govan (Glasgow, Escocia, Reino Unido) para la Firth Line, como Firth of Clyde y botado el 1 de junio de 1882. Naufragó en la isla de Wardang el 11 de octubre de 1907.